# Artiloxis
Artiloxis là một chi bướm đêm thuộc họ Noctuidae.